# Wumpscut
Wumpscut (Eigenschreibweise :wumpscut:) ist ein 1991 gegründetes Musikprojekt des deutschen Musikers Rudolf „Rudy“ Ratzinger (* 3. Juni 1966 in Gangkofen).

## Projektgeschichte
Von 1989 bis 1991 war Ratzinger DJ für Dark Alternative Music und EBM in der Diskothek Pipeline in der Nähe von Regensburg. Währenddessen begann er mit Synthesizern und Samplern zu experimentieren. Im Mai 1991 gründete er das Audioprojekt :Wumpscut:.
Das Logo zu Wumpscut ähnelt dem Logo der fiktionalen Weyland Yutani Corporation, einem Konzern aus der Alien-Saga. Der Projektname „:Wumpscut:“ ist nach Ratzingers Aussage „rein synthetisch“.
Soylent Green, der erste Track seines Debütalbums von 1993, wurde zu einem Hit innerhalb der Schwarzen Szene. Das Stück ist nach dem Science-Fiction-Film Soylent Green von 1973 benannt und enthält Samples aus der deutschen Synchronfassung (u. a. „Soylent Grün ist Menschenfleisch“).
1995 gründete Ratzinger sein eigenes Musiklabel Beton Kopf Media (BKM), um seine musikalischen Ideen besser verwirklichen zu können. Erste Veröffentlichung dort war die EP-CD Gomorra, seitdem veröffentlicht Wumpscut seine Arbeiten exklusiv auf BKM. Für den amerikanischen Markt erscheinen seit 1996 lizenzierte Ausgaben beim US-Label Metropolis Records, die in Teilen von den europäischen Versionen abweichen.
Es bestanden zudem auch Zusammenarbeiten – vor allem durch gegenseitige Remixe – mit u. a. Haujobb, Suicide Commando, Haus Arafna, Das Ich, Der Blutharsch oder Kirlian Camera.
Als Besonderheiten galten zum einen, dass zu Alben in der Regel limitierte Boxsets veröffentlicht wurden, die zahlreiche Aufkleber, Poster und andere Fanartikel enthielten. Zum anderen gab Ratzinger keine Wumpscut-Live-Auftritte.
Im August 2017 gab Ratzinger bekannt, das Projekt einzustellen. Er habe es satt, Musik mehr oder minder für umsonst zu produzieren, sagte er dem englischsprachigen Side-Line-Magazine. Im Januar 2021 wurde ein neues Album angekündigt, das im April 2021 erschien.

## Produzententätigkeit
Neben seiner Tätigkeit als Musiker ist Rudolf Ratzinger auch als Produzent aktiv. 1996 gründete Ratzinger das Label Mental Ulcer Forges (MUF), auf dem in unregelmäßigen Abständen Alben befreundeter Musiker erscheinen. So erschienen z. B. das erste Album des Powernoise-Projekts Noisex, zwei Alben des Electro-Industrial-Projekts Infact und seit 2006 alle Alben des Electro-Projekts Yendri bei diesem Label.

## Künstlerischer Stil
Wesentliches Merkmal von Wumpscut ist die Provokation durch Musik, Texte und Album-Artwork. Die meisten Musikstücke beschäftigen sich mit Gewalttaten, dem Tod und der christlichen Religion als besonders großem Übel. Es finden sich in vielen seiner Tracks provozierende Samples, etwa in Untermensch:

„Es war einmal ein leichtgläubiges Volk, das glaubte an den Weihnachtsmann, aber der Weihnachtsmann war in Wirklichkeit der Gasmann!“

oder in Breathe, wo eine Kinderstimme proklamiert: 

„Eines Tages werden wir die ganzen dreckigen Nigger und Juden töten, und dann wird alles sauber sein.“

In Total War  werden z. B. Samples aus Goebbels’ Sportpalastrede und Hitlers Rede an SA und SS vom Reichsparteitag 1936 verwendet.
Die Musikrichtung von Wumpscut, die hauptsächlich von frühen Hardcore-Electro-Pionieren wie Leæther Strip beeinflusst wurde, bezeichnete man aufgrund der düsteren Texte und der aggressiven Sounds des Debütalbums (Music For A Slaughtering Tribe/MFAST) als „Endzeit-Industrial“ oder „Endzeit-EBM“. Da die Musik von tanzbaren Rhythmen bis zu ruhigen (aber immer noch düsteren) Stücken sehr vielschichtig ist, lässt sie sich nur schwer einordnen. Wenn nicht von vornherein auf eine Klassifizierung verzichtet und die Musik als eigenständig bezeichnet wird, werden die tanzbaren Single-Veröffentlichungen im Allgemeinen als Hardcore-Electro, Electro, Electro-Industrial oder eine Mischung derer bezeichnet, während die sonstigen Stücke oft sehr experimenteller Natur sind und noch zusätzlich starke Einflüsse von (Dark) Ambient und Noise aufweisen.

## Öffentliche Wahrnehmung
Neben regelmäßigen Interviews und CD-Besprechungen in Musikmagazinen wurde vor allem in Zusammenhang mit folgenden Ereignissen über Wumpscut berichtet:

### Mordfall von Witten
Große Aufmerksamkeit erregte 2001 ein Bericht der Bild. Das sogenannte „Wittener Satanspärchen“, das einen Ritualmord beging und einen Bezug zu Wumpscut herstellte, wurde über die Boulevardmedien in Deutschland bekannt. Bild druckte in diesem Zusammenhang den Text des Stücks Bunkertor 7 ab und unterstellte einen Einfluss des Stücks auf den Mord. Als Reaktion produzierte Ratzinger unter dem Titel Ruda eine düstere Soundcollage mit zahlreichen Sprachsamples aus der diesbezüglichen Berichterstattung. Daraufhin veröffentlichte Bild während der Zeit der zum Mord gehörenden Verhandlung ein verfälschtes Interview mit Rudolf Ratzinger. Insgesamt wurden zwei offizielle Wumpscut-T-Shirts, deren Druckmotive sich auf die Tat beziehen, produziert.

### Zusammenarbeit mit „Der Blutharsch“
2001 erschien ein Remix des Wumpscut-Stücks Wreath of Barbs vom umstrittenen Projekt Der Blutharsch. 2003 veröffentlichte Wumpscut im Gegenzug einen Remix des Blutharsch-Stücks Achtung. Wegen dieser Zusammenarbeit zog sich Ratzinger Kritik aus Teilen der Schwarzen Szene zu. Ratzinger lehnte eine Distanzierung von seiner Zusammenarbeit mit Blutharsch-Chef Albin Julius ab und brach den Kontakt zum Musikmagazin Sonic Seducer ab, da sich dieses wiederholt kritisch über das Thema geäußert hatte.
Ratzinger selbst äußert sich auf der CD Preferential Tribe, die den Remix von Achtung enthält:

„Wumpscut is no profascist and/or racist project/act – Free your mind for a second thought…“

### Amoklauf von Kauhajoki
2008 wurden die Medien auf Wumpscut aufmerksam, da der Täter sich auffällig mit der Band identifizierte. Er nannte sich auf YouTube Wumpscut86 und zitierte dort auf Videos aus dem Text des Songs War.
Der Künstler verwendete Auszüge aus einem Medienbericht zu dem Vorfall für den Introsong Schlechter Mensch seines Albums Fuckit.

## Diskografie (Auswahl)

### Alben
- 1993: Music for a Slaughtering Tribe
- 1995: Bunkertor 7
- 1997: Embryodead
- 1999: Boeses junges Fleisch
- 2001: Wreath of Barbs
- 2004: Bone Peeler
- 2005: Evoke
- 2006: Cannibal Anthem
- 2007: Body Census
- 2008: Schädling
- 2009: Fuckit
- 2010: Siamese
- 2011: Schrekk & Grauss
- 2012: Women and Satan First
- 2013: Madman Szpital
- 2014: Bulwark Bazooka
- 2015: BlutSpukerTavern
- 2016: Wüterich
- 2021: Fledermavs 303

### EPs
- 1994: Gomorra
- 1994: Dried Blood
- 2022: For Those About to Starve
- 2023: Giftkeks
- 2024: Schlossgheist
- 2025: Chew Chew Chew

### Kompilationen
- 1996: The Mesner Tracks
- 1997: Born Again
- 2000: Blutkind
- 2003: Preferential Tribe
- 2008: Dwarf Craving
- 2017: Innerfire

Anmerkung: handnummerierte Kleinstauflagen, (teilweise kompilierte) Neuauflagen, DJ-Promos etc. sind im Interesse der Übersichtlichkeit hier nicht aufgeführt (siehe: :Wumpscut: bei Discogs ).